# Mithat Bayrak
Mithat Bayrak (* 3. März 1929 in Adapazarı; † 20. April 2014 in Dortmund) war ein türkischer Ringer. Er war zweifacher Olympiasieger im Weltergewicht.

## Werdegang
Mithat Bayrak wuchs als Jugendlicher in Adapazarı in Kleinasien auf. Als Jugendlicher begeisterte er sich für den traditionellen türkischen Öl-Ringkampf, wechselte aber 1949 zum modernen olympischen Ringen. Er trat dem Verein Sakarya „Güres“ bei. Nachdem er durch seine guten Leistungen aufgefallen war, wurde er in das türkische Nationalteam der Ringer aufgenommen und hatte dann im Laufe der Jahre so hervorragende Trainer wie Gazanfer Bilge, Mehmet Oktav, Hüseyin Erkmen und Celal Atik. Er rang nur im griechisch-römischen Stil.
Sein erster Start bei einem bedeutenden internationalen Turnier war 1955 bei den Mittelmeer-Spielen, wo er sich noch mit dem 5. Platz im Weltergewicht begnügen musste. Doch bereits ein Jahr später wurde er Olympiasieger in der Klasse bis 73 kg bei den Spielen in Melbourne. 1960 wiederholte er diesen Erfolg bei den Olympischen Spielen in Rom, nachdem er sich in der Olympiaausscheidung gegen Kâzım Ayvaz durchgesetzt hatte. 1964 startete er noch bei den Olympischen Spielen in Tokio, schied dort aber ohne Niederlage (zwei Unentschieden) aus dem Turnier aus.
Bayrak beendete danach seine internationale Karriere als Ringer und wanderte 1961 in die Bundesrepublik Deutschland aus. Er rang noch fast 20 Jahre lang für den KSV Witten 07, arbeitete in diesem Verein auch als Trainer und trat aus Freude am Ringen noch mit fast 40 Jahren in der Reservemannschaft der Wittener an.
In Witten betrieb er gemeinsam mit seiner Ehefrau mehrere Gaststätten. Er lebte in Herdecke und war Vater eines Sohnes, der als Jugendtrainer beim KSV Witten 07 arbeitet. Für seine Verdienste um den Ringersport wurde Bayrak im September 2011 in die FILA International Wrestling Hall of Fame aufgenommen.

## Internationale Erfolge
| Jahr | Platz | Wettbewerb                    | Gewichtsklasse | Ergebnisse |
| 1955 | 4.    | Mittelmeerspiele in Barcelona | Welter         | hinter Bruno Pirrazoli, Italien, Jean-Baptist Leclerc, Frankreich und Petmezas, Griechenland |
| 1956 | Gold  | OS in Melbourne               | Welter         | mit Siegen über Miklós Szilvási, Ungarn, Mitu Petkow, Bulgarien, James Holt, USA, Per Berlin, Schweden und Wladimir Manejew, Sowjetunion                                                                        |
| 1958 | 10.   | WM in Budapest                | Mittel         | mit Unentschieden gegen Pal Szekély, Ungarn und Branislav Simić, Jugoslawien und einer Niederlage gegen Giwi Kartosia, UdSSR                                                                                    |
| 1959 | 1.    | Intern. Turnier in Savona     | Mittel         | vor René Schiermeyer, Frankreich und Horst Heß, Deutschland |
| 1959 | 2.    | Mittelmeerspiele in Beirut    | Welter         | hinter Stevan Horvat, Jugoslawien und vor Schiermeyer |
| 1959 | 2.    | Turnier in Split              | Welter         | hinter Jan Roots, Sowjetunion und vor Valeriu Bularca, Rumänien, Horvath, Gyula Tarr, Ungarn und Mitu Petkow |
| 1959 | 2.    | Balkan-Spiele in Istanbul     | Mittel         | |
| 1960 | Gold  | OS in Rom                     | Welter         | mit Siegen über Franz Berger, Österreich, Bertil Nyström, Schweden, Horvath, Antal Rizmayer, Ungarn, Schiermeyer, Günther Maritschnigg, Deutschland und einem Unentschieden gegen Grigori Gamarnik, Sowjetunion |
| 1964 | 11.   | OS Tokio                      | Welter         | nach einem Unentschieden gegen Bertil Nyström, Schweden, einem Sieg über Matti Laakso, Finnland und einer Niederlage gegen Rudolf Vesper, DDR                                                                   |

Erläuterungen
- alle Wettbewerbe im griechisch-römischen Stil
- OS = Olympische Spiele, WM = Weltmeisterschaften
- Weltergewicht, damals bis 73 kg, Mittelgewicht bis 79 kg Körpergewicht (bis 1961), seit 1962: Weltergewicht bis 78 kg und Mittelgewicht bis 87 kg Körpergewicht

## Wichtigste Länderkämpfe
- 1956, Ungarn – Türkei, GR, We, Punktniederlage gegen Szilvási,
- 1958, Türkei – Finnland, GR, Mi, Punktsieger über Kyttänen